# Platybrachys barbata
Platybrachys barbata är en insektsart som först beskrevs av Fabricius 1775.  Platybrachys barbata ingår i släktet Platybrachys och familjen Eurybrachidae. Inga underarter finns listade i Catalogue of Life.